# اسکار راتنوف
اسکار راتنوف (انگلیسی: Oscar Ratnoff؛ ۲۳ اوت ۱۹۱۶ – ۲۰ مهٔ ۲۰۰۸) پزشک آمریکایی بود که در مورد روند انعقاد خون و اختلالات مرتبط با خون تحقیقات انجام داد. راتنوف ماده ای را که بعداً به عنوان فاکتور XII شناخته شد کشف کرد و یکی از اصلی‌ترین عامل در تعیین توالی دقیق است که آبشار لخته را تشکیل می‌دهد. وی همچنین در زمینه درک سیستم مکمل و تشخیص و درمان هموفیلی کمکهای پژوهشی قابل توجهی انجام داد.
راتنوف استاد دانشکده پزشکی دانشگاه Case West Reserve بود، به عنوان رئیس انجمن هماتولوژی آمریکا خدمت کرد و به آکادمی ملی علوم پیوست و تا ۸۵ سالگی در تحقیقات در مورد وسترن رزرو فعال ماند و وی چند سال بعد در کلیولند درگذشت.

## زندگی
راتنوف در نیویورک زاده شد. پدر راتنوف همکار مشهور کودکان متخصص هنری کوپلیک بود. کوپلیک به پدر راتنوف توصیه کرد که نوزاد متولد شده شانس کمی برای زنده ماندن دارد و باید اجازه دهد که کودک بمیرد. در عوض، پدر راتنوف از بطری‌های آب گرم برای گرم نگه داشتن او استفاده می‌کرد. راتنوف زنده مانده بود و قبل از ثبت نام در دانشگاه کلمبیا، در سن ۱۶ سالگی، در مدرسه پسران بروکلین دانش آموز بود.
پس از فارغ‌التحصیلی از کلمبیا، وارد کالج پزشکان و جراحان دانشگاه کلمبیا شد. راتنوف دو سال به عنوان کارورزی در دانشکده پزشکی دانشگاه جان هاپکینز گذراند و سپس به عنوان عضو پژوهش در فیزیولوژیست والتر کانون در دانشکده پزشکی هاروارد بود.